# 경제의회
경제의회(經濟議會, economic council)는 지역대표제의 원리에 의하여 선출되는 의원으로 구성되는 일반의 입법의회에 대해서, 직능대표제의 원리에 따라서 각각의 직능집단(농업·어업·공업·상업 등)에서 선출되는 이익대표의원이 구성하는 의회를 말한다. 
노사의 대립, 갖가지 직능집단의 이해의 분화·상극을 배경으로 해서 이것을 조정할 의도에서 제1차 세계대전을 전후해서 주창되었다. 바이마르 공화국의 독일에서는 입법권은 없었으나 일반의회를 보강하는 역할도 했는데 히틀러가 이를 폐지할 때까지 존속했다. 